# Умиам
Умиам (англ. Umiam Lake) — водохранилище в штате Мегхалая в северо-восточной Индии в 15 км от города Шиллонга. Площадь водосбора 220 км², площадь самого озера 10 км кв. Создано при строительстве ГЭС в 1965 году. Помимо выработки электроэнергии, используются для орошения, рыболовства и обеспечения населения питьевой водой. Озеро привлекает любителей водных видов спорта.